# Joris Kayembe
Pour les articles homonymes, voir Kayembe.
Joris Kayembe, né le 8 août 1994 à Bruxelles en Belgique, est un footballeur international congolais et belge qui joue au poste d'attaquant, de milieu de terrain ou de défenseur au KRC Genk.

## Biographie
Né à Bruxelles, Kayembe commence à jouer au football chez les jeunes au Scup Jette, puis au FC Brussels avant de rejoindre le centre de formation du Standard de Liège à l'âge de quinze ans.

### En club

#### FC Porto
Formé au Standard de Liège, le FC Porto le recrute ensuite pour une somme de 3,62 millions d'euros.

#### Futebol Club de Arouca
Après plusieurs années passées dans l'antichambre de la Primeira Liga, dans la réserve du FC Porto où il fait ses preuves et joue régulièrement, il est prêté au Futebol Clube de Arouca, club nouvellement promu dans l'élite portugaise pour la fin de saison 2014-2015.

#### Rio Ave FC
Il est de nouveau prêté, cette fois au Rio Ave et est titulaire quasiment toute la saison 2015-2016 en Liga Nos.
Malgré un faible temps de jeu dans l'équipe première du FC Porto, sa grande expérience du championnat portugais pour son âge lui vaut l’intérêt de clubs étrangers.

#### FC Nantes
En vertu d'un des termes du contrat permettant à Sérgio Conceição de pouvoir partir du FC Nantes et de rejoindre le banc du club portugais, Joris Kayembe est transféré gratuitement au FC Nantes, le 14 juin 2017.
Miné par les blessures, Joris Kayembe ne dispute que très peu de matchs avec les Canaris.

#### Sporting de Charleroi
Le 17 janvier 2020, il signe un contrat de 2 ans au Charleroi SC afin de se relancer.
Lors de ses 5 premiers mois chez les Carolos, Joris Kayembe fait quelques apparitions intéressantes.
Pour la saison 2020-2021, pourtant ailier gauche, Joris Kayembe démarre le championnat comme titulaire au back gauche à la suite du départ de Nurio Fortuna à La Gantoise.
En mai 2023, il quitte Charleroi pour le KRC Genk où il signe un contrat pour trois ans avec une saison supplémentaire en option.

### En sélections nationales

#### Avec les équipes de Belgique jeunes
Joris Kayembe reçoit quatre sélections en équipe de Belgique de moins de 16 ans, ainsi que huit sélections avec les diablotins (trois buts). Le 30 septembre 2020, il reçoit sa première sélection avec les Diables Rouges et joue ses premières minutes en équipe première une semaine plus tard face à la Côte d'Ivoire lorsqu'il monte au jeu en lieu et place de Timothy Castagne à la 89e minute.

#### Avec la République démocratique du Congo
Kayembe annonce début mars 2023 avoir définitivement opté pour la RD Congo après une longue réflexion motivée par des raisons personnelles et familiales. Devenu titulaire indiscutable au Sporting de Charleroi, il surprend ainsi une partie des observateurs car la sélection nationale belge est en pleine reconstruction et de jeunes joueurs prometteurs comme lui sont susceptibles d'être appelés par Domenico Tedesco, le nouvel entraîneur.
Le 8 mars 2023, Sébastien Desabre, le sélectionneur des Léopards, le convoque pour une double confrontation face à la Mauritanie dans le cadre des éliminatoires de la CAN 2023. N'étant pas physiquement totalement prêt, il n'est finalement pas repris dans l'effectif et ne prend donc pas part au jeu, n'actant dès lors pas encore définitivement son changement de nationalité sportive. Il dispute par contre l'entièreté de la rencontre amicale face à l'Afrique du Sud, le 12 septembre 2023.
Le 27 décembre 2023, il est retenu dans la liste des vingt-quatre joueurs congolais sélectionnés par Sébastien Desabre pour disputer la Coupe d'Afrique des nations 2023.

## Statistiques

### En club
| Saison                | Club                  | Championnat           | Championnat | Championnat | Championnat | Coupe nationale | Coupe nationale | Coupe nationale | Coupe de la Ligue | Coupe de la Ligue | Coupe de la Ligue | Compétition(s) continentale(s) | Compétition(s) continentale(s) | Compétition(s) continentale(s) | Compétition(s) continentale(s) | Autres compétitions | Autres compétitions | Autres compétitions | Autres compétitions | Total | Total | Total |
| Saison                | Club                  | Division              | M.          | B.          | P.d.        | M.              | B.              | P.d.            | M.                | B.                | P.d.              | Comp.                          | M.                             | B.                             | P.d.                           | Comp.               | M.                  | B.                  | P.d.                | M.    | B.    | P.d.  |
| 2013-2014             | FC Porto              | Primeira Liga         | 1           | 0           | 0           | -               | -               | -               | -                 | -                 | -                 | C1                             | -                              | -                              | -                              | -                   | -                   | -                   | -                   | 1     | 0     | 0     |
| 2013-2014             | FC Porto rés.         | Segunda Liga          | 26          | 2           | 0           | -               | -               | -               | -                 | -                 | -                 | -                              | -                              | -                              | -                              | -                   | -                   | -                   | -                   | 26    | 2     | 0     |
| 2014-2015             | FC Porto rés.         | Segunda Liga          | 19          | 1           | 4           | -               | -               | -               | -                 | -                 | -                 | -                              | -                              | -                              | -                              | -                   | -                   | -                   | -                   | 19    | 1     | 4     |
| 2016-2017             | FC Porto rés.         | Segunda Liga          | 28          | 6           | 3           | -               | -               | -               | -                 | -                 | -                 | -                              | -                              | -                              | -                              | -                   | -                   | -                   | -                   | 28    | 6     | 3     |
| Sous-total            | Sous-total            | Sous-total            | 73          | 9           | 7           | -               | -               | -               | -                 | -                 | -                 | -                              | -                              | -                              | -                              | -                   | -                   | -                   | -                   | 73    | 9     | 7     |
| 2014-2015             | FC Arouca (prêt)      | Primeira Liga         | 15          | 1           | 0           | -               | -               | -               | -                 | -                 | -                 | -                              | -                              | -                              | -                              | -                   | -                   | -                   | -                   | 15    | 1     | 0     |
| 2015-2016             | Rio Ave FC (prêt)     | Primeira Liga         | 26          | 2           | 3           | 4               | 1               | 1               | 3                 | 1                 | 1                 | -                              | -                              | -                              | -                              | -                   | -                   | -                   | -                   | 33    | 4     | 5     |
| 2017-2018             | FC Nantes             | Ligue 1               | 3           | 0           | 0           | -               | -               | -               | -                 | -                 | -                 | -                              | -                              | -                              | -                              | -                   | -                   | -                   | -                   | 3     | 0     | 0     |
| 2018-2019             | FC Nantes rés.        | National 2            | 2           | 0           | 1           | -               | -               | -               | -                 | -                 | -                 | -                              | -                              | -                              | -                              | -                   | -                   | -                   | -                   | 2     | 0     | 1     |
| 2019-2020             | FC Nantes rés.        | National 2            | 3           | 0           | 0           | -               | -               | -               | -                 | -                 | -                 | -                              | -                              | -                              | -                              | -                   | -                   | -                   | -                   | 3     | 0     | 0     |
| Sous-total            | Sous-total            | Sous-total            | 5           | 0           | 1           | -               | -               | -               | -                 | -                 | -                 | -                              | -                              | -                              | -                              | -                   | -                   | -                   | -                   | 5     | 0     | 1     |
| 2019-2020             | Charleroi SC          | Division 1A           | 8           | 0           | 2           | -               | -               | -               | -                 | -                 | -                 | -                              | -                              | -                              | -                              | -                   | -                   | -                   | -                   | 8     | 0     | 2     |
| 2020-2021             | Charleroi SC          | Division 1A           | 34          | 1           | 4           | 2               | 0               | 0               | -                 | -                 | -                 | C3                             | 2                              | 0                              | 0                              | -                   | -                   | -                   | -                   | 38    | 1     | 4     |
| 2021-2022             | Charleroi SC          | Division 1A           | 34          | 1           | 6           | -               | -               | -               | -                 | -                 | -                 | -                              | -                              | -                              | -                              | PO2                 | 5                   | 0                   | 0                   | 39    | 1     | 6     |
| 2022-2023             | Charleroi SC          | Division 1A           | 30          | 1           | 1           | 1               | 0               | 0               | -                 | -                 | -                 | -                              | -                              | -                              | -                              | -                   | -                   | -                   | -                   | 31    | 1     | 1     |
| Sous-total            | Sous-total            | Sous-total            | 106         | 3           | 13          | 3               | 0               | 0               | -                 | -                 | -                 | -                              | 2                              | 0                              | 0                              | -                   | 5                   | 0                   | 0                   | 116   | 3     | 13    |
| 2023-2024             | KRC Genk              | Division 1A           | 17          | 1           | 2           | 2               | 0               | 0               | -                 | -                 | -                 | C1+C3+C4                       | 2+2+4                          | 0+0+1                          | 0+0+0                          | PO1+BE              | 8+1                 | 0+0                 | 2+0                 | 36    | 2     | 4     |
| 2024-2025             | KRC Genk              | Division 1A           | 29          | 1           | 1           | 4               | 0               | 0               | -                 | -                 | -                 | -                              | -                              | -                              | -                              | PO1                 | 10                  | 1                   | 1                   | 43    | 2     | 2     |
| 2025-2026             | KRC Genk              | Division 1A           | 4           | 0           | 0           | -               | -               | -               | -                 | -                 | -                 | -                              | -                              | -                              | -                              | -                   | -                   | -                   | -                   | 4     | 0     | 0     |
| Sous-total            | Sous-total            | Sous-total            | 50          | 2           | 3           | 6               | 0               | 0               | -                 | -                 | -                 | -                              | 8                              | 1                              | 0                              | -                   | 19                  | 1                   | 3                   | 83    | 4     | 6     |
| Total sur la carrière | Total sur la carrière | Total sur la carrière | 279         | 17          | 27          | 13              | 1               | 1               | 3                 | 1                 | 1                 | -                              | 10                             | 1                              | 0                              | -                   | 24                  | 1                   | 3                   | 329   | 21    | 32    |

### En sélections nationales
| Saison                | Sélection             | Phases finales        | Phases finales | Phases finales | Phases finales | Éliminatoires CDM | Éliminatoires CDM | Éliminatoires CDM | Éliminatoires CAN | Éliminatoires CAN | Éliminatoires CAN | Matchs amicaux | Matchs amicaux | Matchs amicaux | Total | Total | Total |
| Saison                | Sélection             | Compétition           | M              | B              | Pd             | M                 | B                 | Pd                | M                 | B                 | Pd                | M              | B              | Pd             | M     | B     | Pd    |
| --------------------- | --------------------- | --------------------- | -------------- | -------------- | -------------- | ----------------- | ----------------- | ----------------- | ----------------- | ----------------- | ----------------- | -------------- | -------------- | -------------- | ----- | ----- | ----- |
| 2020-2021             | Belgique              | -                     | -              | -              | -              | -                 | -                 | -                 | -                 | -                 | -                 | 2              | 0              | 0              | 2     | 0     | 0     |
| 2023-2024             | RD Congo              | CAN 2023              | 2              | 0              | 0              | 4                 | 0                 | 0                 | 0                 | 0                 | 0                 | 2              | 0              | 0              | 8     | 0     | 0     |
| 2024-2025             | RD Congo              | -                     | -              | -              | -              | 1                 | 0                 | 0                 | 5                 | 0                 | 1                 | 1              | 0              | 0              | 7     | 0     | 1     |
| Sous-total            | Sous-total            | Sous-total            | 2              | 0              | 0              | 5                 | 0                 | 0                 | 5                 | 0                 | 1                 | 3              | 0              | 0              | 15    | 0     | 1     |
| Total sur la carrière | Total sur la carrière | Total sur la carrière | 2              | 0              | 0              | 5                 | 0                 | 0                 | 5                 | 0                 | 1                 | 5              | 0              | 0              | 17    | 0     | 1     |

### Matchs internationaux
| Matchs internationaux de Joris Kayembe, | Matchs internationaux de Joris Kayembe, | Matchs internationaux de Joris Kayembe,                       | Matchs internationaux de Joris Kayembe, | Matchs internationaux de Joris Kayembe, | Matchs internationaux de Joris Kayembe, | Matchs internationaux de Joris Kayembe, | Matchs internationaux de Joris Kayembe,                               |
| #                                       | Date                                    | Lieu                                                          | Adversaire                              | Résultat                                | Compétition                             | Club                                    | Notes                                                                 |
| Belgique                                | Belgique                                | Belgique                                                      | Belgique                                | Belgique                                | Belgique                                | Belgique                                | Belgique                                                              |
| --------------------------------------- | --------------------------------------- | ------------------------------------------------------------- | --------------------------------------- | --------------------------------------- | --------------------------------------- | --------------------------------------- | --------------------------------------------------------------------- |
| 1                                       | 8 octobre 2020                          | Stade Roi Baudouin, Bruxelles, Belgique                       | Côte d'Ivoire                           | N 1 - 1                                 | Match amical                            | Charleroi SC                            | Entre en jeu à la place de Timothy Castagne à la 89e minute de jeu.   |
| 2                                       | 11 novembre 2020                        | Stade Den Dreef, Louvain, Belgique                            | Suisse                                  | V 2 - 1                                 | Match amical                            | Charleroi SC                            | Entre en jeu à la place de Dodi Lukebakio à la 83e minute de jeu.     |
| RD Congo                                |                                         |                                                               |                                         |                                         |                                         |                                         |                                                                       |
| 1                                       | 12 septembre 2023                       | Stade Moses-Mabhida, Durban, Afrique du Sud                   | Afrique du Sud                          | D 0 - 1                                 | Match amical                            | KRC Genk                                | Titulaire.                                                            |
| 2                                       | 15 novembre 2023                        | Stade des Martyrs, Kinshasa, République démocratique du Congo | Mauritanie                              | V 2 - 0                                 | Éliminatoires de la Coupe du monde 2026 | KRC Genk                                | Titulaire.                                                            |
| 3                                       | 19 novembre 2023                        | Stade des Martyrs de Février (en), Benina, Libye              | Soudan                                  | D 0 - 1                                 | Éliminatoires de la Coupe du monde 2026 | KRC Genk                                | Titulaire.                                                            |
| 4                                       | 6 janvier 2024                          | Stade Al-Rashid, Dubaï, Émirats arabes unis                   | Angola                                  | N 0 - 0                                 | Match amical                            | KRC Genk                                | Entre en jeu à la place de Samuel Moutoussamy à la 88e minute de jeu. |
| 5                                       | 2 février 2024                          | Stade Alassane Ouattara, Abidjan, Côte d'Ivoire               | Guinée                                  | V 3 - 1                                 | CAN 2023                                | KRC Genk                                | Entre en jeu à la place de Yoane Wissa à la 84e minute de jeu.        |
| 6                                       | 10 février 2024                         | Stade Félix-Houphouët-Boigny, Abidjan, Côte d'Ivoire          | Afrique du Sud                          | N 0 - 0 5-6 t.a.b                       | CAN 2023                                | KRC Genk                                | Titulaire.                                                            |
| 7                                       | 6 juin 2024                             | Stade Abdoulaye-Wade, Diamniadio, Sénégal                     | Sénégal                                 | N 1 - 1                                 | Éliminatoires de la Coupe du monde 2026 | KRC Genk                                | Entre en jeu à la place de Arthur Masuaku à la 84e minute de jeu.     |
| 8                                       | 9 juin 2024                             | Stade des Martyrs, Kinshasa, République démocratique du Congo | Togo                                    | V 1 - 0                                 | Éliminatoires de la Coupe du monde 2026 | KRC Genk                                | Titulaire, écope d'un carton jaune à la 95e minute de jeu.            |
| 9                                       | 6 septembre 2024                        | Stade des Martyrs, Kinshasa, République démocratique du Congo | Guinée                                  | V 1 - 0                                 | Éliminatoires de la CAN 2025            | KRC Genk                                | Entre en jeu à la place de Yoane Wissa à la 91e minute de jeu.        |
| 10                                      | 9 septembre 2024                        | Bahir Dar Stadium (en), Baher Dar, Éthiopie                   | Éthiopie                                | V 2 - 0                                 | Éliminatoires de la CAN 2025            | KRC Genk                                | Titulaire.                                                            |
| 11                                      | 10 octobre 2024                         | Stade des Martyrs, Kinshasa, République démocratique du Congo | Tanzanie                                | V 1 - 0                                 | Éliminatoires de la CAN 2025            | KRC Genk                                | Entre en jeu à la place de Theo Bongonda à la 93e minute de jeu.      |
| 12                                      | 16 novembre 2024                        | Stade du 28-Septembre, Conakry, Guinée                        | Guinée                                  | D 0 - 1                                 | Éliminatoires de la CAN 2025            | KRC Genk                                | Entre en jeu à la place de Meschack Elia à la 60e minute de jeu.      |
| 13                                      | 19 novembre 2024                        | Stade des Martyrs, Kinshasa, République démocratique du Congo | Éthiopie                                | D 1 - 2                                 | Éliminatoires de la CAN 2025            | KRC Genk                                | Titulaire.                                                            |
| 14                                      | 25 mars 2025                            | Stade municipal de Nouadhibou (en), Nouadhibou, Mauritanie    | Mauritanie                              | V 2 - 0                                 | Éliminatoires de la Coupe du monde 2026 | KRC Genk                                | Titulaire.                                                            |
| 15                                      | 8 juin 2025                             | Stade de la Source, Orléans, France                           | Madagascar                              | V 3 - 1                                 | Match amical                            | KRC Genk                                | Titulaire, remplacé par Arthur Masuaku à la 21e minute de jeu.        |

## Palmarès

### En club
|  |  | FC Porto rés. - Championnat du Portugal de deuxième division : - Vice-champion : 2014. |